# Фоннесбек, Кристен Андреас
Кристен Андреас Фоннесбек (1817—1880) — датский политический деятель.
В 1858 г. избран в ригсдаг, где скоро занял выдающееся положение в рядах немногочисленной, но влиятельной (отчасти вследствие близких связей с королём) партии независимых. Когда в 1865 г. граф Фрис Фризенборг образовал свой кабинет, Фоннесбек вступил в него на должность министра финансов и провёл закон о подоходном налоге (1867). После падения этого кабинета Фоннесбек с портфелем внутренних дел вошёл в кабинет Хольстеин-Хольстеинборга и усиленно вёл борьбу с фолькетингом. 
В 1874 г. он образовал свой кабинет, в котором был также министром финансов. С первых же дней кабинет повёл ожесточенную борьбу с фолькетингом, находя некоторую поддержку в ландстинге. В фолькетинге было предложено выразить порицание кабинету за данную им отставку учителю, обвинённому в оскорблении величества, но Фоннесбек пригрозил роспуском; палата опасалась слишком сильно вооружить против себя корону, и предложение было взято обратно. В следующем году кабинет пал вследствие непринятия палатой его бюджета со значительными новыми расходами на перестройку крепостей и уступил место кабинету Эструпа.